# Les Haut-Conteurs
Les Haut-Conteurs est une série de romans de fantasy écrits à quatre mains par les auteurs français Olivier Peru et par Patrick McSpare. Les auteurs sont également dessinateurs. Olivier Peru signe les illustrations de couverture, Patrick McSpare est l'auteur de tous les dessins intérieurs.
La série est composée, en 2018, de six tomes : La Voix des rois, Roi Vampire, Cœur de Lune, Treize Damnés, La Mort noire et Origines.
L'histoire se déroule au XIIe siècle. Les Haut-Conteurs, prestigieux aventuriers et troubadours portant la cape pourpre, parcourent les royaumes d'Europe en quête de mystères à éclaircir, d'histoires à collecter et à raconter. Ceux qui ont la chance de les entendre s'en souviennent toute leur vie. Les conteurs possèdent la voix des Rois, une voix dont ils usent comme d'un instrument magique. Mais ces éblouissants vagabonds ne chassent pas que des frissons. Dans le secret, ils recherchent les pages disparues d'un livre obscur, un ouvrage vieux comme le monde que certains croient écrit par le Diable en personne. Et ce livre, Roland, un fils d'aubergiste que rien ne destine à l'aventure, pourrait bien en percer l'énigme. Car à treize ans, il devient le plus jeune garçon à poser la cape pourpre sur ses épaules et il semble tout désigné pour devenir le héros d'une grande histoire, une histoire de Haut-Conteur...

## Récompenses
Le tome 1, La Voix des rois, a reçu :
- le Prix des Incorruptibles (sélection 5°/4°) en 2011/2012[1].
- le Prix Elbakin.net du "meilleur roman fantasy jeunesse français" 2011[2].

Il a été sélectionné et finaliste pour différents prix :
- Grand Prix de l’Imaginaire 2012
- Prix Jeunesse des Futuriales 2012
- Prix Garin des Collèges 2012
- Prix Chimère 2012

## Les personnages

### Roland, Cœur de Lion
Âgé de treize ans, Roland est le fils de l'aubergiste du village de Tewkesbury, en Angleterre. Frustré par une vie sans relief qui le condamne à prendre la succession de son père, il rêve d'aventure et de grands espaces. Sa rencontre avec Corwyn, Haut-Conteur légendaire, va bouleverser l'existence terne du jeune homme.

### Mathilde, la Patiente
Issue d'une noble lignée normande qu'elle a reniée depuis longtemps, Mathilde fut l'élève de Corwyn, avant de devenir elle-même une Haut-Conteuse parmi les plus célèbres. Dans un siècle où l'oppression de la féminité est de rigueur, cette jeune femme de vingt-cinq ans fait figure d'héroïne exceptionnelle, de par sa liberté d'action et son indépendance.

### Lothar, Mots-Dorés
Lothar est le rival et l'ennemi juré des Haut-Conteurs. Il fut à l'origine l'élève du Haut-Conteur William le Ténébreux, jusqu'au jour où il céda à sa nature sombre, assassina deux Haut-Conteurs et s'empara de pages du Livre des Peurs avant de disparaître. Il est le maître absolu de l'ordre des Noir-Parleurs.

### Corwyn, le Flamboyant
Corwyn est un Haut-Conteur d'exception, un membre du Collège des Sages considéré par ses pairs comme un infatigable aventurier et un incroyable voyageur (de Londres à Bagdad en passant par la Saxe).

### Ruppert, l'Archiviste
Ruppert est la mémoire vivante de l'Ordre Pourpre. Mathématiques, philosophie, astronomie, histoire, sciences mystiques ou guérisseuses, il garde dans son esprit toutes les connaissances accumulées par les Capes pourpres et est toujours prêt à s'enthousiasmer pour une discussion savante.

### Salim, l'Insondable
Salim est un Haut-Conteur solitaire dont la vie a basculé le jour de sa première confrontation avec Lothar Mots-Dorés. Au terme d'une lutte sans merci, celui-ci coupa la langue du Conteur, le rendant muet et le condamnant ainsi au pire sort envisageable. Pourtant, Salim rejoint l'Ordre Pourpre au sein duquel il est un maître d'armes d'une envergure rare.

### Vlad, le Roi-Vampire
Vlad est un vampire, un "upyr" âgé de mille ans, souvent accompagné de goules. Il est la première des créatures infernales que croisera Roland.

### Le Livre des Peurs
Personnage à part entière, le Livre des Peurs fait l'objet de toutes les attentions. Cet ouvrage, le plus grand mystère de l'humanité, renferme des prédictions redoutables (certaines concernent Roland) et des formules étranges qui pourraient bien receler un sens caché pour qui saura les déchiffrer.

## Les tomes

### Tome 1:La Voix des rois

#### Résumé
À Tewkesbury, Roland, fils d'aubergiste, rêve d'aventures et de périples. Un soir, se présente à l'auberge la Broche rutilante un Haut-Conteur du nom de Corwyn Le Flamboyant. Les membres de cette caste sont des conteurs que chacun respecte, mais aussi des aventuriers capables de se battre. Roland est fasciné de rencontrer un "porteur de la cape pourpre". Ce Haut-Conteur s'aventure dans la forêt voisine et n'en revient pas. Les villageois s'inquiètent de son sort mais personne n'ose s'aventurer à sa recherche, car des rumeurs circulent sur des créatures de l'enfer qui errent dans ces bois : les Goules. Quelques jours plus tard, une Haut-Conteuse nommée Mathilde La Patiente, à la recherche du Flamboyant, arrive à Tewkesbury. Elle entreprend aussitôt des recherches en forêt, en vain. 

Une nuit, incapable de trouver le sommeil, Roland décide de s'aventurer à la recherche du Haut-Conteur. Il prend donc un cheval dans l'écurie de son père et part en forêt. Il entend une douce mélopée et, guidé par son instinct, il s'avance dans la direction d'où provient cette voix. Après de longues recherches, près d'une crevasse, Roland interpelle la voix qui chantonne et c'est bien le Flamboyant qui lui répond. Roland se glisse donc dans la crevasse et découvre Corwyn mourant. Ce dernier lui confie une mission de la plus haute importance et le charge de remettre à Mathilde une page du Livre des peurs. Le Flamboyant meurt dans les bras de Roland, qui s'en retourne au village avec le corps du malheureux Haut-Conteur. Roland arrive au petit matin dans son village où tout le monde était inquiet de sa disparition. Il apprend à la Conteuse la mort de son compagnon et déclare que Le Flamboyant l'a nommé officiellement Haut-Conteur en lui donnant sa cape pourpre. Mathilde ne croit tout d'abord pas à cette histoire, mais finit par accepter d'initier Roland en attendant de démasquer l'assassin de Corwyn. Ils sont ensuite rejoints par William le Ténébreux, un sage et puissant Haut-Conteur, qui les aidera dans leur but. Ils exploreront les cimetières de la forêt, visiteront les souterrains secrets, croiseront quelques goules et chercheront à démasquer les habitants pour enfin comprendre ce qui se cache à Tewkesbury. Une créature bien plus maléfique que les goules semble s’intéresser elle aussi aux pages du Livre des peurs, ce livre mystique que Corwyn recherchait.

#### Éditions
- Broché  : Scrinéo Jeunesse, 14 octobre 2010
- Livre numérique : Scrinéo, 19 octobre 2012
- Poche  : Pocket, coll. Fantasy no 7115, 11 avril 2013

### Tome 2:Roi vampire

#### Résumé
En l'hiver 1190, le jeune Roland est désormais un Haut-Conteur à part entière, élève de la mordante Mathilde. À Paris, ils doivent retrouver William le Ténébreux qui s'est lancé sur les traces du démon Vlad, peut-être encore en vie. Mais nos deux compagnons, ainsi que le sage Ruppert se rendent en vain au rendez-vous du Ténébreux. Aidé de Salim l'Insondable, ils remontent la piste mais se heurtent à nombre d'obstacles : maison recelant des créatures démoniaques, cérémonies noires, complot royal, créatures infernales, prophéties du Livre des Peurs, etc. L'ennemi a toujours un coup d'avance. Un traître se cache-t-il parmi les quatre aventuriers, comme tout semble l'indiquer ?

#### Éditions
- Broché : Scrinéo Jeunesse, 3 février 2011
- Livre numérique : Scrinéo, 19 octobre 2012
- Poche : Pocket, coll. Fantasy no 7116, 12 septembre 2013

### Tome 3:Cœur de lune

#### Résumé
À la recherche de Ruppert, Roland, Mathilde et Salim arrivent à Ravengen, en forêt noire. La population est terrorisée par le seigneur du château et s'abrite derrière moult superstitions pour tenter de comprendre les horribles meurtres et les disparitions inexplicables...On raconte que le spectre de Beatrix, la Dame de Lune, hante les bois. Mais aussi qu'une bête dévoreuse s'acharne sur cette terre maudite. Les Haut-Conteurs sont perplexes mais la bête leur apparaît bel et bien. Qui est  cet homme masqué qui au son de sa flûte semble guider le monstre ?

#### Éditions
- Broché : Scrinéo Jeunesse, 19 mai 2011
- Livre numérique : Scrinéo, 19 octobre 2012
- Poche : Pocket, coll. Fantasy no 7118, 14 novembre 2013

### Tome 4:Treize Damnés

#### Résumé
Roland se réveille en cellule : il a été fait prisonnier. Par qui, pourquoi et depuis combien de temps ? Il ne sait plus. Il lit avec effarement ses propres mots tracés sur les parois de sa geôle et craint le pire. Il ne reconnaît aucun nom. À vrai dire il ne se souvient plus de son surnom, ni même qu'il est un Haut-Conteur. Il résiste comme il peut à la folie et s'évade dès qu'il en a l'occasion, mais est repris par ces étranges vieilles femmes qui ont tout l'air d'être sorcières. Enfin, un homme, un autre prisonnier, l'aide en lui fournissant une herbe qui lui redonne peu à peu la mémoire  et lui éclaircit l'esprit.
Alors que les autres Haut-Conteurs les recherchent, Roland et Mathilde, séparés, tentent de comprendre ce qu'est cette étrange montagne hurlante et sa cité souterraine.

#### Éditions
- Broché : Scrinéo Jeunesse, 3 novembre 2011
- Livre numérique : Scrinéo, 19 octobre 2012
- Poche : Pocket, coll. Fantasy no 7119, 9 janvier 2014

### Tome 5:La Mort noire

#### Résumé
La peste noire frappe Rome à l'automne 1193. Les gens meurent par milliers et tout semble accuser les Haut-Conteurs. Décidés à prouver leur innocence et à arrêter les véritables instigateurs de cette mystérieuse épidémie, Roland et ses amis enquêtent. Mais tout s'acharne contre eux et le temps est venu de la réalisation des pires prophéties du Livre des Peurs. Roland, l'enfant maudit, se sent piégé mais se bat comme il peut. Hardanger est de retour et accompli le rituel pour faire revenir le démon Trezdané. Le temps est compté.

#### Éditions
- Broché : Scrinéo Jeunesse, 8 novembre 2012
- Livre numérique : Scrinéo, 8 novembre 2012
- Poche : Pocket, coll. Fantasy no 7175, 10 avril 2014

### Tome 6:Origines

#### Résumé
1178, Mathilde a 16 ans et son apprentissage de Haut-Conteuse s'achève. Elle est alors confrontée à un premier drame : deux Haut-Conteurs ont été assassinés par l'un des leurs.

#### Éditions
- Broché : Scrinéo Jeunesse, 12 octobre 2017
- Livre numérique : Scrinéo,  12 octobre 2017
- Poche : à paraître